# آفات اللفافة الإقفارية
آفات اللفافة الإقفارية (IF)، والتي يطلق عليها أيضًا التنسج الليفي اللا نمطي الاستلقائي أو آفات اللفافة الإقفارية الاستلقائية، هو ورم ساركومي كاذب نادر (أي يمكن الخلط بينه وبين الساركوما). وصف لأول مرة بواسطة إي أيه مونتغوميري وآخرون في عام 1992. يتشكل هذا الورم عادة في الأنسجة تحت الجلد (أي الطبقة السفلية من الجلد) والتي تغطي النتوءات العظمية مثل الورك في الأفراد المصابين بالوهن والذين يكونون طريحي الفراش.
مجهريًا، تتكون آفات التهاب اللفافة الإقفاري من خلايا ليفية غير نمطية متكاثرة و / أو خلايا ليفية عضلية. اعتبرت الآفات في البداية أنها استجابات انتشار غير ورمية لهذه الأنواع من الخلايا لضغط الأنسجة طويل الأمد أو الرضوض. ومع ذلك، في الآونة الأخيرة، صنفت منظمة الصحة العالمية في عام 2020 آفات اللفافة الإقفارية على أنها أورام، أي نمو الأنسجة غير المنسق مع نمو الأنسجة الطبيعية المحيطة وتستمر في النمو حتى إذا ما أزيل المحفز الأصلي لتطورها. صنفت المنظمة رسميًا آفات اللفافة الإقفارية على أنها تنتمي إلى فئة الأورام الليفية العضلية الحميدة والأورام الليفية العضلية.
العلاج المفضل لهذه الأورام المشوهة و / أو غير المريحة و / أو المؤلمة في كثير من الأحيان هو استئصال جراحي موضعي محافظ بشكل عام. من الأهمية بمكان أن تميز هذه الأورام الحميدة عن أورام التهاب اللفافة الأخرى وكذلك بعض الأورام اللحمية التي يمكن أن تكون شديدة التوغل و / أو خبيثة وبالتالي تتطلب علاجًا أكثر قوة.

## الشرح
في الدراسة الأصلية لآفات اللفافة الإقفارية، كان الأفراد الذين قد شخصوا بالاضطراب من النساء (16 حالة) أو الرجال (12 حالة) الذين تتراوح أعمارهم بين 15 و95 عامًا؛ في دراسة أحدث، كان الأفراد الذين قد شخصوا من النساء (15 حالة) أو الرجال ( 29 حالة) تتراوح أعمارهم بين 23-96 سنة. كان معظم الأفراد في هاتين الدراستين في العقد الثامن أو التاسع عندما جرى تشخيصهم بآفات اللفافة الإقفارية، وبشكل عام، كان لديهم تاريخ طويل نسبيًا من الإصابة بالشلل، و / أو عدم الحركة، و / أو كانوا طريحي الفراش بسبب اضطرابات أخرى مثل هشاشة العظام الشديدة، والتهاب المفاصل الروماتيزمي، الفشل الكلوي المزمن، مرض الانسداد الرئوي المزمن، السرطان، أو الخرف. ومع ذلك، في الدراسة التي أجريت على 44 فردًا، لم يكن عددًا كبيرًا من المرضى لديهم تاريخ من الوهن. أفاد بعض الأفراد أنهم تعرضوا لصدمة سابقة في المناطق التي تطورت فيها الآفات.
يتواجد الأفراد الذين يعانون من كتلة مؤلمة أو غير مؤلمة أو معيقة أحيانا وتنمو ببطء غير محددة التحديد، وتقع في الأنسجة العميقة تحت الجلد، ونادرًا ما تنتشر في العضلات الهيكلية أو الوتر المجاور. تتفاوت الكتل من 1.3 إلى 10 سم في الحد الأقصى للقطر. في دراسة 44 حالة، 76.7% من الأورام كانت موجودة حول قاعدة الورك (11 حالة)، الكتف (7 حالات)، أو المدور الأكبر لعظم الفخذ. 4 كانت في مفصل الورك، و4 في الفخذ، و3 في العرف الحرقفي، و2 في الأرداف، و1 في منطقة أسفل الظهر، أو منطقة الكتف، أو العضلة الدالية؛ في الحالات المتبقية، كان حوالي 11.2% من الأورام على جدار الصدر بعيدًا عن الكتفين و11.2% على الظهر. عادةً ما توجد الأورام فوق نتوءات العظام والتي يُعتقد أنها توفر الضغوط الميكانيكية التي تسبب ضعف تدفق الدم إلى الأنسجة تحت الجلد القريبة، والتئام الجروح الشاذة في هذه الأنسجة، وبالتالي تطور آفات اللفافة الإقفارية.